# Contenção principal
Tanto na lógica formal quanto na informal, uma contenção principal ou conclusão é uma ideia capaz de ser ou verdadeira ou falsa e é geralmente a proposição mais controvertida sendo argumentada. Em argumentação, uma contenção principal é representada pelo topo de um mapa de argumentos, com todas as premissas que a apóiem ou rejeitem colocadas abaixo dela.